# Luca Tomassini (pittore)
Luca Tomassini, noto anche con lo pseudonimo di Tomas (Asti, 1970), è un pittore italiano.

## Biografia
Di origine ginesina e appassionato di pittura fin da bambino, dopo aver frequentato il liceo artistico G. Cantalamessa e l'Accademia di Belle Arti di Macerata, nel 1996 espone per la prima volta alla Rassegna internazionale d'arte G. B. Salvi a Sassoferrato con il quadro Eva. Nel luglio del 1997 espone a Spoleto, in occasione del Festival dei Due Mondi, alla Galleria Spazioarte, nel 2006 e 2007 in occasione della Rassegna internazionale d'Arte Vivente a Civitanova Marche, nel 2012 a Torino nel 2014 espone a Parigi all'Espace Beaurepaire.

## Stile
Oltre ad utilizzare colori accesi, il suo stile si concentra sul paintcollage, un'unione tra pittura e collage.

## Opere (parziale)
- Eva (1996)
- Ultima cena (2022)[7]